# Stanisław Nagy
Stanisław Kazimierz Nagy (Bieruń Stary, Katowice, Polonia, 30 de septiembre de 1921 - Katowice,  5 de junio de 2013) , cardenal, de los Sacerdotes del Sagrado Corazón de Jesús (Dehonianos).
Ingresó en la Congregación de los Padres Dehonianos en 1937. El 8 de julio de 1945 fue ordenado sacerdote para la Orden.
Trabajó como rector del Seminario Menor de los Padres Dehonianos en Cracovia-Plaszow y del Seminario Mayor de Tarnów. Fue profesor en la Universidad Católica de Lublin.
De 1973 a 1974 fue miembro de la Comisión Conjunta Católico-Luterana. También fue miembro de la Comisión Teológica Internacional y director de la sección de Teología Ecuménica en la redacción de la Enciclopedia Católica de la Universidad de Lublin. Participó en los Sínodos de 1981 y 1985. Preocupado por el tema del ecumenismo, escribió sobre la apertura post-conciliar de la Iglesia a otras confesiones.
Es autor de numerosos libros sobre Juan Pablo II, del que fue colaborador durante mucho tiempo.
Preconizado cardenal, fue elegido miembro de la iglesia titular de Hólar, con el título personal de arzobispo, el 7 de octubre de 2003 y consagrado el 13 de octubre.
Fue creado y proclamado Cardenal por el beato Juan Pablo II en el consistorio del 21 de octubre de 2003, de la Diaconía de Santa María della Scala.